# Lobón (kommunhuvudort)
Lobón är en kommunhuvudort i Spanien. Den ligger i provinsen Provincia de Badajoz och regionen Extremadura, i den sydvästra delen av landet, 300 km sydväst om huvudstaden Madrid. Lobón ligger 241 meter över havet och antalet invånare är 2 611.
Terrängen runt Lobón är platt. Runt Lobón är det ganska glesbefolkat, med 42 invånare per kvadratkilometer. Närmaste större samhälle är Montijo, 6,6 km norr om Lobón. Trakten runt Lobón består till största delen av jordbruksmark.